# Coovels
De familie Coovels was een katholieke familie van teuten die oorspronkelijk uit Bergeijk kwam en die zich in 1803 in Helmond vestigde. De familie bracht enkele textielfabrikanten voort.

## Geldschieter
Petrus Coovels (1774-1832) vertrok in 1798 uit Bergeijk naar Beek en Donk en kwam in 1803 naar Helmond. Hij was getrouwd met een dochter van de drost van Gemert, Pierre Adrien de la Court, zodat hij verwant was aan tal van hooggeplaatsten. Hij handelde in vlas en manufacturen en fungeerde bovendien als geldschieter, onder meer voor de familie Bots. Peter was van 1812 tot 1832 lid van de Gemeenteraad van Helmond. Hij verwierf grondbezit in de omgeving, waarvan het huidige Coovelsbos nog getuigt.
Na Petrus' dood bleef diens zoon Gerard J. Coovels (1807-1868) over als erfgenaam. Hij verwierf niet alleen het grondbezit in acht gemeenten, maar ook de schuldbrieven van zijn vader, zodat hij een rijk man was. Aanvankelijk wilde hij priester worden maar in 1835 verliet hij het grootseminarie en in 1839 trouwde hij met Maria Bots, dochter uit een invloedrijke fabrikantenfamilie. Zijn voornaamste activiteit was die van geldschieter en als zodanig stond hij te boek als rentenier. Hij was lid van de Provinciale Staten van Noord-Brabant.

## Weverij
In 1867 startte Gerard J. Coovels een stoomweverij te Helmond, waarvan de bedoeling was dat zijn zoons, Gerard Coovels en Peter Coovels, deze zouden gaan leiden. Gerard Coovels (1844-1916) namelijk wilde eerst priester worden, maar voelde later meer voor het ondernemerschap en verliet het kleinseminarie. Hij bekwaamde zich in de textieltechniek en de scheikunde op de "École de Chimie" te Mulhouse en behaalde zijn diploma's in 1866. 
De opbouw van de stoombontweverij annex drogerij, snelblekerij en ververij vond plaats in de jaren 1867 en 1868, maar op 9 april 1868 overleed Gerard J. Coovels. Zijn zoon Gerard startte in 1869 het bedrijf, dat inmiddels over een aantal door een stoommachine van 25 pk aangedreven weefgetouwen beschikte. De ververij startte in 1873. Men startte met 20 werklieden, spoedig werden dit er 30 en uiteindelijk bedroeg de bezetting 70 medewerkers.
Aangezien Gerard Coovels een progressief-liberale achtergrond had, die mede gevormd werd te Mulhouse, waren de sociale voorzieningen voor die tijd bovengemiddeld. Met name aan de veiligheid schijnt aandacht geschonken te zijn. Het fabrieksgebouw was echter slecht. Veel gegevens over de fabriek, noch over haar producten, zijn bewaard gebleven.
Terwijl de weverij nog volop functioneerde werd ze niettemin in 1894 te koop aangeboden. Toen er geen kopers kwamen opdagen volgde liquidatie van  de zaak waarna de inventaris geleidelijk aan werd verkocht. Peter stierf in 1901 aan een hartverlamming, broer Gerard Coovels overleed pas in 1916 op 72-jarige leeftijd. Na het overlijden van Peter werden het fabrieksgebouw en -terrein, afgezien van de inventaris, aan de gemeente verkocht, die het na sloop het terrein alsnog voor uitbreiding van de gemeentelijke gasfabriek gebruikte. 
De oorzaak van de liquidatie van het bedrijf is niet bekend. Gezondheids- of financiële redenen kunnen geen rol hebben gespeeld. Gerard paarde immers eene krachtige natuur aan eene stoere werkkracht. De reden was wellicht dat Gerard Coovels, evenals zijn vader, meer in de politiek geïnteresseerd raakte. In 1876 werd hij lid van de Provinciale Staten van Noord-Brabant, en van 1878 tot zijn dood was hij lid van de Gemeenteraad van Helmond.

## Externe bron
- Giel van Hooff, 1995. Van Teuten tot textielfabrikanten: De familie Coovels en hun stoomweverij. Werkgroep Industrieel Erfgoed Helmond, nummer 5 en 6, januari en mei 1995. ISSN 0929-2578